# Lentsweletau
Lentsweletau es una ciudad del distrito de Kweneng en Botsuana. En agosto de 2011 tenía una población censada de 4916 habitantes.
Se encuentra ubicada en el centro-sur del país, cerca de la frontera con Sudáfrica.